# نيكياس (رسام)
نيكياس هو رسام من أتيكا عاش في القرن الرابع قبل الميلاد، وكان بليني قد أعطى قائمة بأعماله وكان شريكا للنحات براكسيتيليس الذي لون تماثيله مما أعطاها قيمة أكبر.